# Christian Tomuschat
Christian Tomuschat (* 23. Juli 1936 in Stettin) ist emeritierter Professor für
öffentliches Recht, Völker- und Europarecht an der Humboldt-Universität zu Berlin, außerdem ehemaliges Mitglied des UN-Menschenrechtsausschusses und der UN-Völkerrechtskommission.
Er ist Mitglied des Institut de Droit international.

## Leben
Christian Tomuschat, Sohn von Erika Tomuschat, geborene Schoder, und des promovierten Apothekers Ernst Tomuschat, studierte nach seinem Abitur 1955 in Stuttgart von 1955 bis 1959 Jura in Heidelberg und Montpellier, wurde 1964 zum Dr. jur. promoviert und habilitierte sich 1970. Von 1972 bis 1995 war er Inhaber des Lehrstuhls für öffentliches Recht, insbesondere Völkerrecht an der Universität Bonn, und damit Direktor des Instituts für Völkerrecht.
Er war von 1977 bis 1986 Mitglied des Ausschusses für Menschenrechte der Vereinten Nationen nach dem Internationalen Pakt über bürgerliche und politische Rechte. Er gehörte zudem dem Vorstand der Wissenschaftlichen Gesellschaft für Europarecht an. 1981 wurde er Mitglied der Internationalen Juristenkommission. Von 1985 bis 1996 gehörte er der Völkerrechtskommission der Vereinten Nationen an (Vorsitzender im Jahr 1992).
1997 übernahm er den Vorsitz der UN-Wahrheitskommission Comisión para el Esclarecimiento Histórico (CEH), die nach dem Friedensschluss zwischen der Regierung Guatemalas und der Guerillabewegung im Dezember 1996 ihre Arbeit zur Untersuchung der Menschenrechtsverletzungen im Bürgerkriegs-Guatemala aufnehmen und ihren endgültigen Bericht am 25. Februar 1999 vorlegen konnte.
Seit April 1995 war er Inhaber des Lehrstuhls für öffentliches Recht, Völker- und Europarecht an der Humboldt-Universität zu Berlin.
Er machte sich unter anderem einem Namen durch seine Gutachten bezüglich der Entschädigung italienischer Zwangsarbeiter, sowie der (ungeklärten) Morde an Gewerkschaftern des Daimler Benz-Werkes in González Catán (Argentinien).
Im Dezember 2008, als Deutschland gegen Italien ein Verfahren vor dem Internationalen Gerichtshof anstrebte, wurde Tomuschat zum Deutschland repräsentierenden 'co-agent' ernannt. Der Fall beschäftigt sich mit einer Verletzung des Prinzips der Staatenimmunität durch Italien, als dessen Oberster Gerichtshof zivilrechtliche Ansprüche ehemaliger italienischer Opfer von nationalsozialistischen Verbrechen vor italienischen Gerichten zuließ.
Im Juni 2010 wurde Christian Tomuschat zum Leiter der UNHCR-Mission zur Überprüfung der Implementierung des Goldstone-Berichts ernannt. Er ist Mitglied im Präsidium der Deutschen Gesellschaft für die Vereinten Nationen.
Im Juni 2013 übernahm er das Amt eines der Vizekanzler des Ordens Pour le Mérite für Wissenschaften und Künste. Im Jahre 2013 wurde er für sechs Jahre zum Präsidenten des Vergleichs- und Schiedsgerichtshofs im Rahmen der OSZE gewählt.
Im September 2019 gehörte er zu den etwa 100 Staatsrechtslehrern, die sich mit dem offenen Aufruf zum Wahlrecht Verkleinert den Bundestag! an den Deutschen Bundestag wandten.
Christian Tomuschat ist evangelisch, heiratete 1965 Heide Mohr und hat zwei Kinder (Julia und Phillip). Neben deutsch, englisch und französisch spricht er auch italienisch und spanisch.

## Ehrungen
Im Jahr 1964 erhielt Tomuschat den Preis des Legatum Visserianum in Leiden (Niederlande). Er ist seit 1995 Mitglied der Berlin-Brandenburgischen Akademie der Wissenschaften und seit April 2003 Ehrendoktor der juristischen Fakultät der Universität Zürich. Im Mai 2006 wurde er in den Orden Pour le mérite für Wissenschaft und Künste aufgenommen. Im Oktober 2007 wurde ihm das Große Verdienstkreuz des Verdienstordens der Bundesrepublik Deutschland mit Stern verliehen. 2012 erhielt er den Ludwig Quidde-Preis der Deutschen Stiftung Friedensforschung. 2016 erhielt er die juristische Ehrendoktorwürde von der Universität Tartu.

## Schriften (Auswahl)
- Die gerichtliche Vorabentscheidung nach den Verträgen über die europäischen Gemeinschaften. Heymann, Köln 1964.
- Zur politischen Betätigung des Ausländers in der Bundesrepublik Deutschland. Gehlen, Bad Homburg 1968.
- Die Aufwertung der Deutschen Mark. Heymann, Köln 1970.
- Verfassungsgewohnheitsrecht? Winter, Heidelberg 1972, ISBN 978-3-533-02198-8.
- Extremisten und öffentlicher Dienst. 1981.
- als Hrsg.: Schutz der Weltmeere gegen Öltankerunfälle: das rechtliche Instrumentarium. Duncker & Humblot, Berlin 2005, ISBN 978-3-428-11806-9.
- mit Christian Walter: Völkerrecht. 9. Auflage. Nomos, Baden-Baden 2021, ISBN 978-3-8487-7122-6.